# 宮原優
宮原 優（みやはら　ゆう、1994年4月27日 - ）は、富山県高岡市出身の女子レスリング選手である。階級は51kg級。身長158cm。

## 来歴
小学校2年の時に父親が運営する「MIYAHARA GYM」でレスリングを始めた。2008年には日本オリンピック委員会が有望選手を集めてエリート教育を施す全寮制の「JOCエリートアカデミー」に一期生として入学して、ナショナルトレーニングセンターにおいて練習を積むことになった。北区立稲付中学校2年の時からクリッパン女子国際大会カデットの部では3連覇を達成した。3年の時には全国中学生選手権46kg級で優勝した。2010年に安部学院高校に入学すると、1年の時にはユースオリンピック、2年の時には世界カデット選手権で優勝を果たした。また、全日本レスリング選手権大会51kg級でも優勝を成し遂げた。3年の時には全国高校女子選手権で優勝すると、ゴールデングランプリでも優勝した。しかし、全日本レスリング選手権大会では至学館大学の菅原ひかりに敗れて2連覇はならなかった。2013年には東洋大学社会学部メディアコミュニケーション学科へ進学すると、ロシア語を勉強することに趣味を見出した。全日本選抜レスリング選手権大会では九州共立大学の入江ななみに敗れて2位にとどまった。しかし、今年の世界選手権代表選出にあたっては、今大会の結果だけではなく過去の実績や合宿での内容を踏まえて強化委員会が総合的に判断する方式であることから、入江と菅原との三つ巴による代表決定戦が行われて、両者に勝利したことにより、JOCエリートアカデミー出身者として初の世界選手権代表に選出された。8月の世界ジュニアでは優勝を飾った。
2013年レスリング世界選手権では2回戦でカナダのジェシカ・マクドナルドに5－8の判定で敗れた。2014年から階級を48kg級に変更した。全日本選抜ではかつてMIYAHARA GYMで一緒に練習していたこともある世界チャンピオンの登坂絵莉に敗れて2位だった。世界ジュニアでは昨年の51kg級に続いて2階級制覇を達成した。2015年のワールドカップでは優勝した。その後階級を53kg級に上げた。2016年の全日本レスリング選手権大会では決勝で至学館大学1年である55kg級世界チャンピオンの向田真優に敗れて2位だった。2017年からは博報堂DYスポーツマーケティングの所属となった。

## 主な戦績
- 2008年 -　全日本女子オープン　中学生の部 優勝(41kg級)

46kg級での戦績
- 2009年 -　クリッパン女子国際大会　カデットの部　優勝
- 2009年 -　全国中学生選手権　優勝46kg級
- 2009年 -　全日本女子レスリング選手権大会　スクールガールの部　優勝(44kg級)
- 2010年 -　クリッパン女子国際大会　カデットの部　優勝
- 2010年 -　ユースオリンピック　アジア予選　優勝
- 2010年 -　ユースオリンピック　優勝

49kg級での戦績
- 2010年 -　全日本女子オープン カデットの部　優勝
- 2011年 -　クリッパン女子国際大会　カデットの部　優勝
- 2011年 -　ジュニアクイーンズカップ カデットの部　優勝
- 2011年 -　ジュニアオリンピック　2位
- 2011年 -　全日本選抜　3位(51kg級)
- 2011年 -　世界カデット選手権　優勝

51kg級での戦績
- 2011年 -　全日本女子オープン　優勝
- 2011年 -　全日本レスリング選手権大会　優勝
- 2012年 -　アジア選手権　2位
- 2012年 -　ジュニアクイーンズカップ　2位
- 2012年 -　ワールドカップ 優勝
- 2012年 -　アジアジュニア選手権　優勝
- 2012年 -　全日本選抜　3位
- 2012年 -　全国高校女子選手権　優勝(52kg級)
- 2012年 -　ゴールデングランプリ　優勝
- 2012年 -　全日本女子オープン　優勝
- 2012年 -　全日本レスリング選手権大会　2位
- 2013年  -　クリッパン女子国際大会　優勝
- 2013年 -　ワールドカップ　3位
- 2013年 -　ジュニアクイーンズカップ　優勝
- 2013年 -　JOC杯ジュニアオリンピック　優勝
- 2013年 -　全日本選抜　2位
- 2013年 -　世界選手権代表選考参考試合　優勝
- 2013年 -　世界ジュニア　優勝
- 2013年 -　全日本レスリング選手権大会 優勝

48kg級での戦績
- 2014年  -　ジュニアクイーンズカップ　優勝
- 2014年 -　全日本選抜　2位
- 2014年 -　世界ジュニア　優勝
- 2014年 -　全日本レスリング選手権大会　2位
- 2015年  -　ヤリギン国際大会　3位
- 2015年 -　ワールドカップ 優勝

53kg級での戦績
- 2016年  -　全日本選抜　3位
- 2016年 -　全日本学生レスリング選手権大会　2位
- 2016年 -　全日本レスリング選手権大会　2位
- 2017年  -　全日本選抜　2位
- 2017年 -　全日本レスリング選手権大会　2位
- 2018年 -　ヤリギン国際大会　優勝
- 2018年 -　アジア選手権　3位
- 2018年 - ワールドカップ 優勝
- 2018年 -　全日本選抜　2位
- 2018年 -　中国オープン 優勝

(出典)